# Орден Святого Георгия (яйцо Фаберже)
«О́рден Свято́го Гео́ргия» — ювелирное яйцо, одно из пятидесяти двух императорских пасхальных яиц, изготовленных фирмой Карла Фаберже для русской императорской семьи.
Создано по заказу императора Николая II в подарок своей матери, Марии Фёдоровне, на Пасху 1916 года.
Это последнее яйцо, преподнесённое вдовствующей императрице Марии Фёдоровне, и единственное, которое она смогла вывезти за рубеж.
В настоящее время ювелирное яйцо находится в постоянной экспозиции Музея Фаберже в Санкт-Петербурге, расположенном во дворце Нарышкиных-Шуваловых.

## Дизайн
Яйцо сделано в память о награждении императора орденом Святого Георгия.
На светлый фон из белой эмали нанесена зелёная сетка и лента ордена Святого Георгия. На вершине яйца серебряная монограмма императрицы Марии Фёдоровны, окружённая зелёным орнаментом. В основании яйца дата «1916» в таком же орнаменте. Яйцо находится на ажурной подставке.

## Сюрприз
На боковых сторонах яйца имеются кнопки, при нажатии на которые на месте георгиевских крестов появляются портреты императора Николая II и цесаревича Алексея Николаевича, выполненные акварелью на слоновой кости.

## Владельцы
В 1916 году Мария Фёдоровна получила яйцо от своего сына императора Николая.
Через два года после свержения монархии в 1919 году Мария Фёдоровна эмигрирует из России. Это единственное яйцо из всех, которое она смогла увезти с собой.
После смерти Марии Фёдоровны в 1928 году оно перешло к её старшей дочери, Ксении.
В 1960 году перешло по наследству к сыну Ксении, Василию и продано им представителю компании Фаберже, Тому Ламлею. С 1978 года — в коллекции «Форбс». На аукционе Сотбис в 2004 году было приобретено Виктором Вексельбергом.